# 克雷格瓦城堡

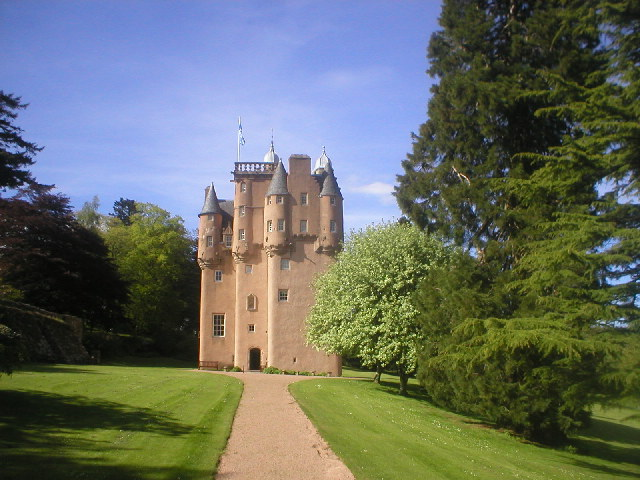
克雷格瓦城堡

克雷格瓦城堡（Craigievar Castle）是位於英國蘇格蘭奧爾福德的一座城堡。克雷格瓦城堡歷史悠久，完成於1626年。克雷格瓦城堡也是一個著名的旅遊景點。在經過整修之後，克雷格瓦城堡在2010年4月重新對外開放。